# Lillemor Widgren Matlack
Lillemor Widgren Matlack, född 20 september 1934 i Stockholm, är en svensk bibliotekarie och författare.
Hon har en fil.kand.-examen med nordiska språk som huvudämne. 
Hon är dotter till skådespelaren Olof Widgren och syster till skådespelaren Kerstin Widgren, ämbetsmannen Jonas Widgren och professor Mats Widgren samt moster till skådespelaren och regissören Helena Bergström.